# گاری (کروشواتس)
گاری (به صربی: Gari) یک منطقهٔ مسکونی در صربستان است که در ناحیه راسینا واقع شده‌است. گاری ۵۳۵ نفر جمعیت دارد.